# Amdo

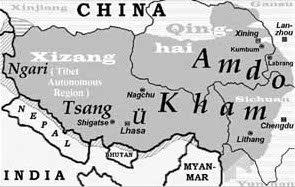
Situazione dell'Amdo

Amdo (Tibet.:  a mdo, Chin.: 安多, Pinyin: Ānduō) è una delle tre province culturali tradizionali del Tibet insieme a Ü-Tsang e Kham.
La definizione è appunto di provincia culturale perché non è stata mai amministrativa, sia come tibetana che come cinese.

## Cittadini noti
È nato lì nel 1935 Tenzin Gyatso, l'attuale Dalai Lama.